# Linea di controllo effettivo

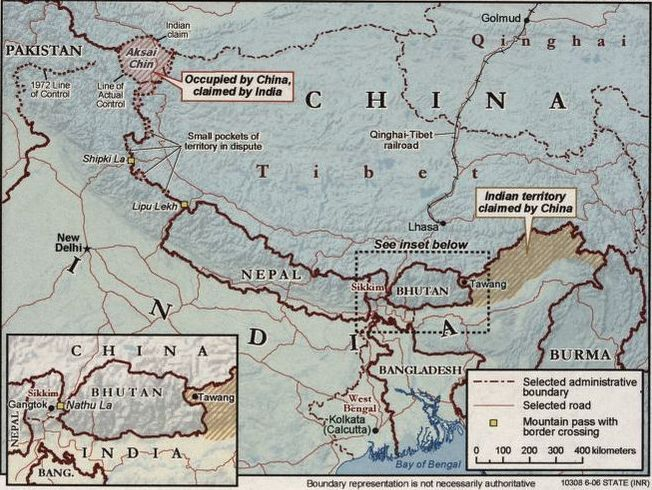
La linea di controllo effettivo tra India e Cina con le regioni disputate in evidenza

La linea di controllo effettivo (in inglese Line of Actual Control) rappresenta di fatto il confine tra Cina e India, a partire dalla guerra Sino-Indiana del 1962. 
Generalmente si considera divisibile in tre settori:
- il settore occidentale che, nella regione storico-geografica del Kashmir, separa il Ladakh amministrato dall'India dalla regione dell'Aksai Chin amministrata dalla Cina. Questo settore è stato teatro degli scontri sino-indiani del 2020-2021.
- il settore centrale localizzato tra gli stati indiani di Uttarakhand e Himachal Pradesh da una parte e la Regione Autonoma del Tibet dall'altra parte.
- il settore orientale lambisce il territorio conteso dell'Arunachal Pradesh, amministrato dall'India, seguendo la Linea Linea McMahon. Questo settore, è stato il teatro principale della Guerra sino-indiana.

## Storia

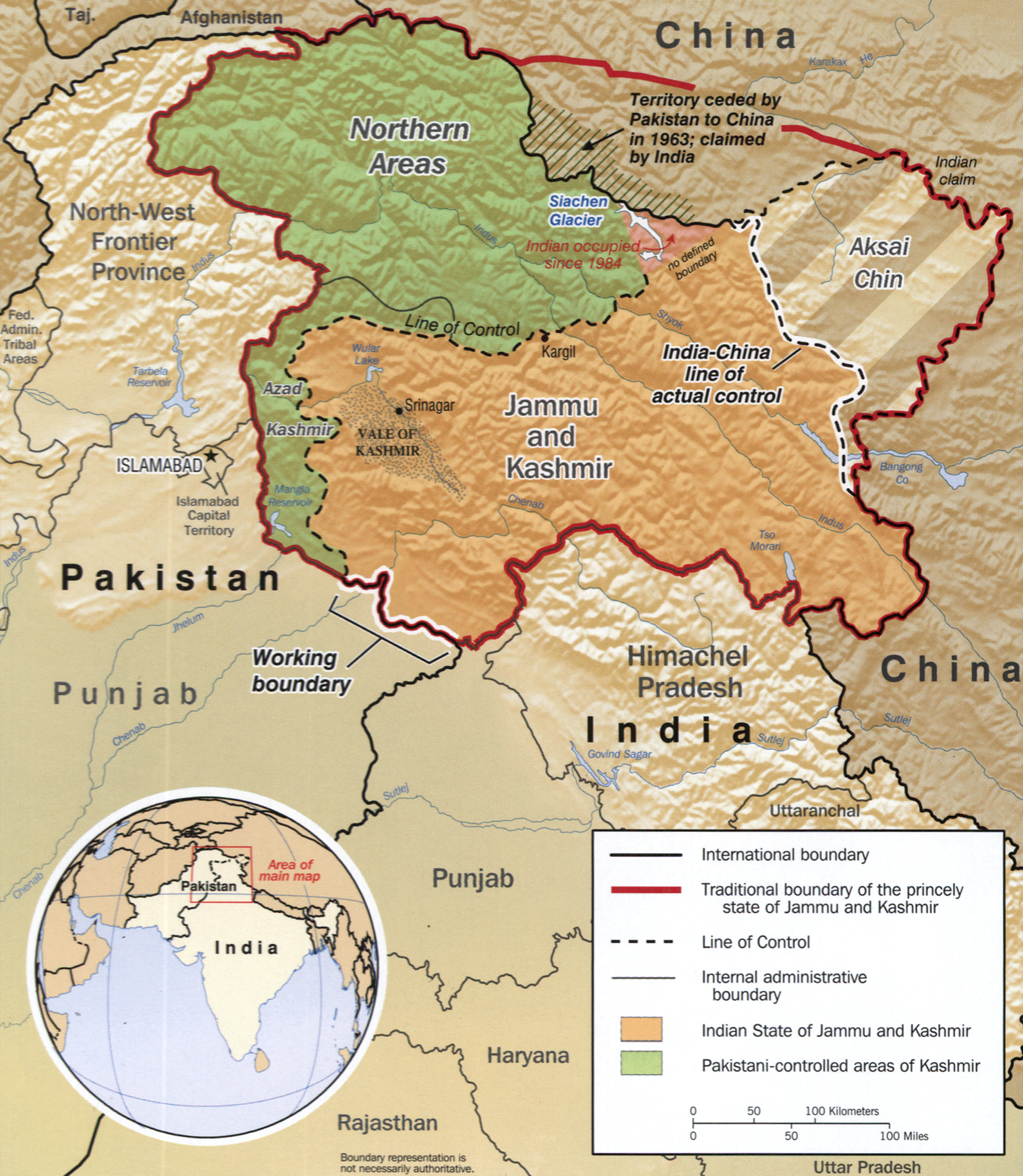
La porzione occidentale della Linea di controllo effettivo, che si estende tra la porzione di territorio controllata dall'India e quella controllata dalla Cina nella regione himalayana. La linea fu al centro della guerra del 1962, quando India e Cina si contesero il territorio.

La linea rappresenta il confine effettivo tra Cina e India insieme alla linea McMahon (che separa i due stati nella parte est dell'Himalaya), stabilita nel 1914 tra governo britannico e autorità tibetana, non riconosciuta poi dalla Cina. 
Il confine fu al centro della guerra del 1962, quando i cinesi invasero le regioni dell'Aksai Chin, arido altopiano facente parte fino al 1947 dell'antico principato di Jammu e Kashmir, lungo la linea di controllo effettiva, e nell'Arunachal Pradesh, lungo la linea McMahon.
Parte del confine indo-cinese è anche il piccolo stato federato del Sikkim, parte dell'India dal 1975.
La "linea di controllo effettivo" fissata al termine del conflitto, non deve essere confusa con la "Linea di controllo", che invece indica la demarcazione militare che divide le zone del Kashmir controllate dall'India da quelle controllate dal Pakistan, stabilita alla fine della guerra indo-pakistana del 1971.

## Fonti
- Zorawar Daulet Singh, La geostrategia dell’India e la Cina. Mackinder contro Mahan?, su geopolitica-online.com. URL consultato il 23 maggio 2016 (archiviato dall'url originale il 2 giugno 2016).
- Stefano Beggiora, Stabilità e conflitto fra India e Cina: cooperazione e sviluppo o una nuova Guerra Fredda?, in Geopolitica, IV, n. 2, luglio-dicembre 2015,  pp. 103-121.